# Jan Daněk (politik)
Jan Daněk (1805 Jiříkovice – 17. června 1862 Jiříkovice) byl rakouský politik české národnosti z Moravy; poslanec Moravského zemského sněmu.

## Biografie
Byl rolníkem v Jiříkovicích. Roku 1835 zde založil obecní pamětní knihu, do které zapisoval události od roku 1824. Zasadil se o zřízení místní školy.
Zapojil se i do vysoké politiky. V zemských volbách 1861 se stal poslancem Moravského zemského sněmu za kurii venkovských obcí, obvod Brno, Tišnov, Ivančice. Poslancem byl do své smrti roku 1862. Na sněmu se označoval jako zastánce zájmů rolnictva. Podporoval zachování celistvosti Rakouska a důslednou rovnost národností a jazyků na Moravě.
Zemřel náhle v červnu 1862.